# Produktywność gleby
Produktywność gleby - jest wypadkową zdolności gleby (biotopu) do wytwarzania biomasy. Z przyrodniczego punktu widzenia miarą produktywności jest ilość suchej masy organicznej, wytworzonej w określonej jednostce czasu na odpowiednim areale gleby. Produktywność gleby należy ściśle wiązać z określonym zespołem, czy zbiorowiskiem roślinnym, odpowiednim płodozmianem itp. 
Produktywność gleby kształtuje zespół właściwości fizycznych (np. miąższość gleby, uziarnienie), chemicznych i biologicznych pedosfery, które stwarzają odpowiednie dla określonych roślin warunki rozwoju systemu korzeniowego, oraz zaopatrzenia w przyswajalne składniki odżywcze i wodę. Produktywność dzielimy na naturalną i agrotechniczną.
Produktywność gleby została określona dla celów praktyki rolniczej i wyrażona klasami bonitacyjnymi gruntów ornych: klasa I (najlepsza, najwyższa), klasa II, klasa III a, klasa III b, klasa IV a, klasa IV b, klasa V, klasa VI, klasa VIRz (najniższa, najgorsza, przeznaczona do zalesienia, nienadająca się pod uprawę), oraz dla trwałych użytków zielonych (łąki i pastwiska): klasy I, II, III, IV, V, VI, VIz.
Jest to skala, która w ujęciu praktycznym jest klasyfikacją szczegółowo limitującą plonowanie roślin uprawnych.